# Paterberg
O Paterberg —que significa «muro do prado» ou «terra de pastoreio»— é uma colina pavimentada de 360 metros conhecida por albergar, no primeiro domingo de abril, ao Volta à Flandres, o segundo dos cinco monumentos do ciclismo.
O Paterberg incluiu-se pela primeira vez na edição de 1986, vencida pelo holandês Adrie van der Poel. Desde então, tem estado presente a todas as edições, sendo ademais, desde 2012, a última dificuldade da estrada.
Encontra-se nas Ardenas flamengas, proxima à localidade de Kluisbergen na província belga de Flandres Oriental.
É mais conhecido pela sua ascensão durante as clássicas de Flandres e especialmente durante o Volta à Flandres. Trata-se de um caminho estreito e adoquinado de 360 metros de comprimento e muito empinado, com uma média de quase 13 % e um trecho de 20 %. É uma das subidas mais difíceis no programa das clássicas, junto com o Koppenberg e o Muur-Kapelmuur. A sua vez, o ângulo recto que devem fazer os corredores para tomar a subida, aumenta a sua dificuldade.
Este caminho foi construído por um agricultor local que desejava que o Tour de Flandres passasse pelo seu campo. A partir de 1986 foi incluído no percurso e anteriormente subia-se uma única vez e longe da meta. Desde 2012 com a mudança de chegada a Oudenaarde, o Paterberg é a última ascensão da carreira,
Também aparece regularmente em outras carreiras como a E3 Harelbeke e Através de Flandres.